# 대대항
대대항(大垈港)은 전라남도 순천시 대대동에 있는 어항이다. 2005년 1월 19일 어촌정주어항으로 지정하여 관리하고 있다. 시설관리자는 순천시장이다.

## 어항 연혁
마을과 농경지가 크다하여 대대라 칭하였으며, 대대포구는 순천시내와 연결하는 해상통로 역할로 물동량을 수송하였으나 어족자원 등의 감소로 항이 쇠퇴하고 순천만의 자연경관 생태계가 잘 보존되어 생태관광이 활성화되어 있다

## 어항 구역
- 수역: 순천시 대대동 184-22 제방 끝 지점에서 SSW측 방향으로 12m이동, 그 즉각인 ESE측 방향으로 100m이동, 그 직각인 NNE측 방향으로 100m 이동, 그 즉각인 WNW측 방향으로 100m 이동 해안선과 접한지점 선내 구역(10,000m2)[1]

## 어항 시설
- 물량장 42m

## 기본 계획
- 물량장 50m

## 정비 계획
- 물량장 50m

## 주요 어종
- 문절망둥어, 숭어, 짱둥어, 낙지, 게, 맛조개